# FC Baník Ostrava
FC Baník Ostrava este un club de fotbal din partea sileziană a orașului Ostrava, Cehia.

## Foste Denumiri
- 1922 — SK Slezská Ostrava (Sportovní klub Slezská Ostrava)
- 1945 — SK Ostrava (Sportovní klub Ostrava)
- 1948 — Sokol Trojice Ostrava
- 1951 — Sokol OKD Ostrava (Sokol Ostravsko-karvinské doly Ostrava)
- 1952 — DSO Baník Ostrava (Dobrovolná sportovní organizace Baník Ostrava)
- 1961 — TJ Baník Ostrava (Tělovýchovná jednota Baník Ostrava)
- 1970 — TJ Baník Ostrava OKD (Tělovýchovná jednota Baník Ostrava Ostravsko-karvinské doly)
- 1990 — FC Baník Ostrava (Football Club Baník Ostrava, a.s.)
- 1994 — FC Baník Ostrava Tango (Football Club Baník Ostrava Tango, a.s.)
- 1995 — FC Baník Ostrava (Football Club Baník Ostrava, a.s.)

## Titluri Internaționale
- Cupa Mitropa : 1989

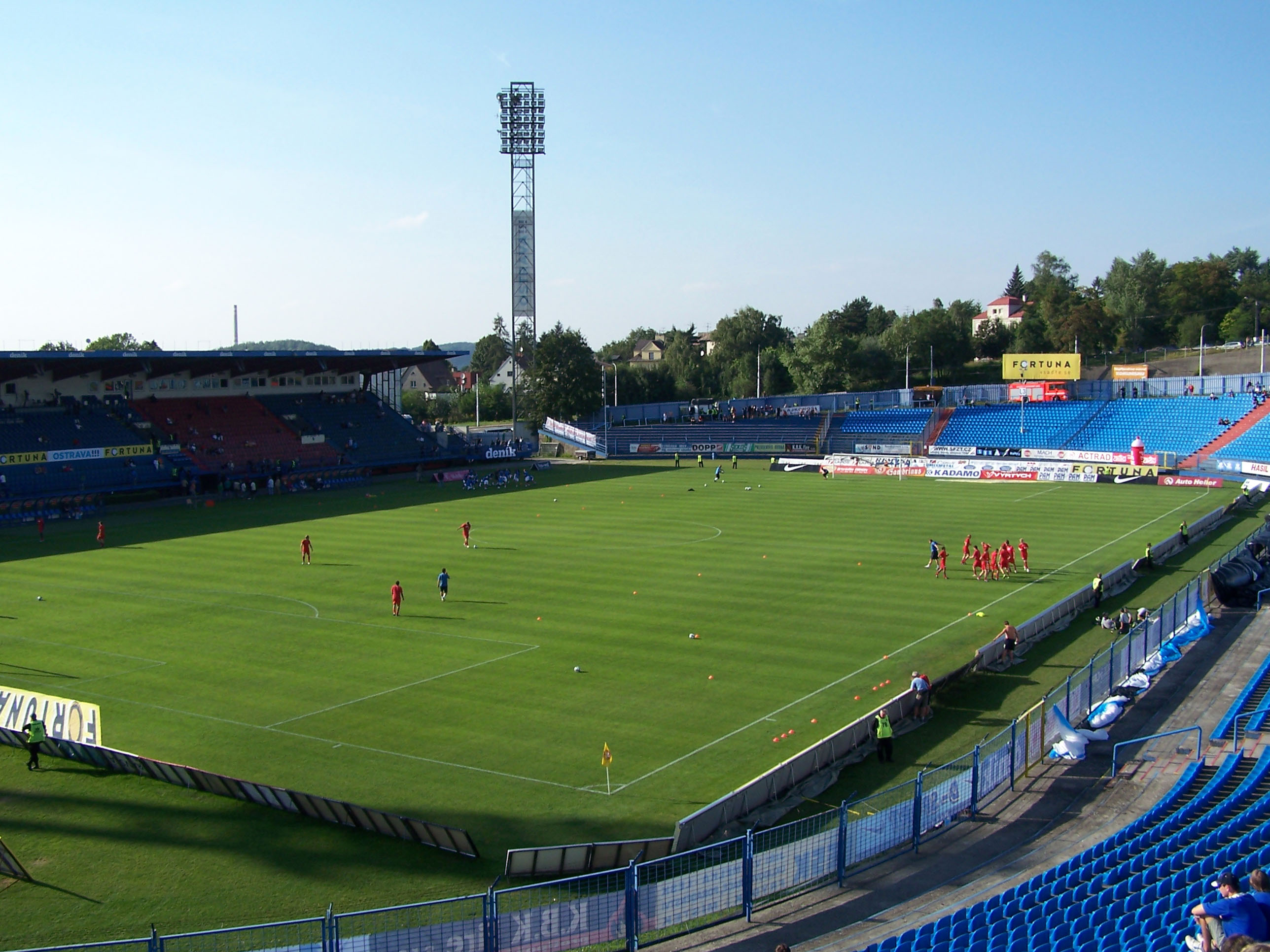
Stadionul Bazaly

- UEFA Champions League (sferturi): 1981
- Cupa Cupelor UEFA (semifinale): 1978
- Cupa UEFA (sferturi): 1974

## Trofee Naționale
- Prima Ligă Cehoslovacă (3): 1976, 1980, 1981
- Gambrinus Liga (1): 2003/2004
- Cupa Cehiei Winner (5): 1973, 1978, 1979, 1991, 2005
- Czech FA Cup Locul 2: 2004, 2006